# Teresa Andrés Zamora
Teresa Andrés Zamora (Villalba de los Alcores, 1907- París, 5 de julio de 1946), fue una bibliotecaria española que estuvo al frente de las Bibliotecas de Cultura Popular durante la Guerra Civil. Delegada en Valencia del Ministerio de Instrucción Pública, militante comunista, republicana, sindicalista y feminista, tuvo que exiliarse, primero en Bélgica y luego en Francia, donde falleció a los 39 años de edad.

## Biografía
Teresa Andrés Zamora nació en Villalba de los Alcores (Valladolid), pero creció en Cevico de la Torre en la provincia de Palencia, donde nacieron sus cuatro hermanos (Troadio Félix, Dionisio, Mariano y Victoriano) y su hermana Isabel, que, como Teresa, estudiaron carreras universitarias, (Magisterio, Perito Industrial, Filosofía y Letras, Derecho, Medicina y Farmacia.) Estudió el bachillerato en Palencia, viviendo en un piso alquilado con su abuela. Con matrícula de Honor en todas las asignaturas, fue Premio Extraordinario en la Reválida. Durante los años 1923 a 1927 estudió la carrera de Filosofía y Letras en Valladolid en la modalidad de alumna oficial, donde fue Premio Extraordinario de Licenciatura. Al mismo tiempo preparó como alumna libre, las asignaturas de Magisterio que también aprobó en Palencia. En 1928, con la intención de hacer el doctorado, Teresa Andrés se trasladó a Madrid y se instaló en la Residencia de Señoritas.

### En la Residencia de Señoritas
Durante los cursos 1928-29 a 1930-31 Teresa Andrés fue profesora aspirante en el Instituto-Escuela, donde dio clases de Geografía.
En la Residencia de Señoritas supo de la lucha por los derechos de las mujeres. Durante el curso 1928-1929, Clara Campoamor dio una conferencia titulada «Cómo crea la mujer el Derecho». En 1928 se celebró en Madrid el Congreso Internacional de Mujeres Universitarias. Entre las participantes estaban las representantes de la International Federation of University Woman, algunas de las cuales se alojaron en el mismo Pabellón de la Residencia de Señoritas, en el que residía Teresa Andrés.
Durante su estancia en la Residencia colaboró con las actividades que se llevaban a cabo en la Institución. Una de ellas fue el viaje a Andalucía, durante el cual Teresa impartió su conferencia sobre Arte. También colaboró con el Centro de Estudios Históricos participando en las Misiones de arte que puso en marcha el arquitecto Pablo Gutiérrez , con fines divulgativos, ofreciendo cursillos, visitas guiadas a museos, conferencias, etc. En el curso 1933-1934 Teresa Andrés impartió, junto con Encarnación Cobré Herrero el ciclo de cuatro conferencias , en el Ateneo de Bibao, sobre Prehistoria y sobre la rejería, tema este último que fue objeto de su tesis doctoral. Aprobó los cuatro cursos de doctorado, en ese periodo conoció al que llegaría a ser su marido Emili Gómez Nadal.

### Bibliotecaria
Ante la convocatoria de oposiciones al cuerpo de archivos, bibliotecarios y Arqueólogos, decidió prepararlas, dejando su contrato con el Instituto-Escuela. El 8 de agosto de 1931 se publicó el resultado de los exámenes. Teresa Andrés obtuvo la mayor puntuación. El primer destino fue la dirección del Museo Arqueológico de León.
El 9 de septiembre de 1931 fue nombrada jefa del Archivo del Palacio de Oriente, encargándose de organizar y salvaguardar los fondos que contenía el Palacio.
La Junta de Ampliación de Estudios le concedió una beca en 1932 con once meses de estancia en Alemania. Allí fue testigo de la ascensión de Hitler. Durante su estancia en Alemania, siguió cursos de arqueología medieval, escultura alemana del siglo XIV y pintura medieval, en el Instituto de Historia del Arte de la Universidad de Berlín. Trabajó en varias bibliotecas y museos. Regresó a España en septiembre de 1933 y avanzó en su tesis doctoral, "La rejería en España", dirigida por Manuel Gómez Moreno.
En 1935 recibió dos becas más, una en la Sección de Arqueología del Centro de Investigaciones Históricas para un viaje de estudios con el fin de hacer una investigación sobre la rejería en las Catedrales de Cuenca, Valencia, Barcelona y Zaragoza. La otra beca terminó en 1936.

#### Comité de la Residencia de señoritas
Tras el abandono de María de Maeztu de la dirección de la Residencia de Señoritas, el 21 de septiembre de 1936, se constituyó un Comité presidido por Regina Lago y formado por Encarnación Fuyola y Pilar Coll además de Teresa Andrés.

## Cultura Popular
Teresa fue la bibliotecaria que llevó a cabo la política bibliotecaria de Cultura Popular, desde que se  creó como organismo en 1936, hasta que fue suprimido en 1938. A través de los diferentes cargos para los que fue designada, logró coordinar las diversas actividades de Cultura general, entre las que se encontraban, además de la creación de bibliotecas, la propagandística, la de exposiciones y publicaciones, etc.

### Bibliotecas de Cultura Popular
Fue una organización cercana al PCE constituida con el fin de coordinar las manifestaciones culturales que fueren a realizar las organizaciones y partidos que integraban el Frente Popular. Su origen fueron las bibliotecas obreras que se venían organizando desde finales del siglo XIX, y que el gobierno había cerrado en 1934 y vuelto a abrir a principios de 1936. La sección se creó con la finalidad de coordinar los servicios que prestaban las bibliotecas. Para ello se creaba una oficina central que sería la encargada de organizar el préstamo de libros de una biblioteca a otra. La oficina, además, centralizaba la compra de novedades, de modo que se lograse alcanzar el mayor número de lectores. El plan estratégico se basaba en la estructura por secciones: de enseñanza y universidades populares, misiones populares, teatro, cine-club, coros, folclores, artes plásticas, deporte, bibliotecas, ateneos, publicaciones). La rebelión militar obligó a acelerar la puesta en marcha de este plan, procediendo a la incautación del tesoro artístico y al abastecimiento de bibliotecas en el frente y en los Hospitales. En un año, de 1936 a 1937, se crearon 1.097 bibliotecas con lotes de 120 libros, destinadas a guarderías, hospitales, hogares del soldado y organizaciones políticas antifascistas.
La sección de biblioteca se encargaba de dar instrucciones para organizar las bibliotecas, hacer llegar la radio y la prensa al frente y a los hospitales, etc.
La Orden de 4 de septiembre de 1936 de La Junta de Defensa Nacional, en su preámbulo calificaba la gestión del Ministerio de Instrucción pública como negativa “apoyando la publicación de obras de carácter marxista o comunista, con las que ha organizado bibliotecas ambulantes y de las que ha inundado las Escuelas a costa del Tesoro Público”, por lo que consideraba  su supresión/depuración como “un caso de salud pública” y ordenaba la

Incautación o destrucción de cuantas obras de matiz socialista o comunista se hallen en bibliotecas ambulantes y escuelas (...), autorizándose únicamente aquellas cuyo contenido responda a los sanos principios de la Religión y de la Moral cristiana.

### Cargos públicos
Teresa Andrés formó parte de la Comisión Gestora del Cuerpo de Facultativos de Archivos, creada el 5 de agosto de 1936, cuyo objetivo fue "poner la cultura al servicio de las masas populares españolas".
- Decreto de 16 de febrero de 1937, crea el Consejo Central de Archivos, Bibliotecas y Tesoro Artístico. Éste estaba formado por tres secciones: Archivos, Bibliotecas y Tesoro Artístico. La Sección de Bibliotecas constaba de subsecciones: bibliotecas históricas, bibliotecas científicas, bibliotecas generales, bibliotecas generales y fomento bibliotecario, de la que se encargó Teresa Andrés.

- La Sección de Bibliotecas fue la que dio un respaldo definitivo al Plan de Bibliotecas, que se basaba en las Misiones Pedagógicas, pero con un mensaje y objetivo diferente. Cultura Popular se dirigía a sindicatos y organizaciones políticas antifascistas y con la irrupción de la guerra hubo de dirigirse también a las trincheras y a los hospitales.[6]

- El 31 de octubre de 1937 el Gobierno se traslada a Barcelona. Teresa Andrés es nombrada delegada del Ministerio de Instrucción Pública en Valencia, cargo que ejercerá hasta principios de marzo, fecha en la que ya se encuentra en Barcelona.

- En 1937 escribió “Indicaciones para la organización de las Bibliotecas de Frentes, Cuarteles y Hospitales Valencia: Cultura Popular” y “Un año de trabajo en la Sección de Bibliotecas 1937-1938”

- Durante los meses de enero a abril de 1938, presidió el Tribunal de selección del personal que recibiría el cursillo que debían hacer quienes fueren a ocupar una de las cincuenta plazas de encargados de biblioteca, que se ofertaban.

- El 19 de octubre de 1938 se publicó la Orden de mediante la que se suprimían los diferentes organismos y se cesaba a todos sus miembros.

#### Sindicalista
Teresa Andrés, hasta principios de marzo de 1938 presidió el Sindicato FETE-UGT Provincial de Valencia.

## Exilio
En 1936 el padre de Teresa y su hermano Dionisio fueron detenidos y fusilados. Su hermano Mariano, abogado, murió en el frente del Ebro. Su madre y su hermana fueron depuradas, suspendiéndolas de empleo y sueldo. A Teresa la dieron de baja en el escalafón del cuerpo de archiveros, bibliotecarios y arqueólogos en 1939.
En 1938 nació en Bélgica su hijo Vicente que quedó al cuidado de las Femmes Universitaires. El 27 de febrero de 1939 Teresa volvió a por su hijo con el que vivió en Bélgica, donde Teresa dirigió el Hogar de Limelette para niños españoles en Walonia. Este hogar se cerró en 1939, después de repatriar a los niños acogidos. Teresa y su hijo marcharon a París donde se reunieron con Emili Gómez Nadal. Emili participó en la gestión del Servicio de Evacuación de Refugiados Españoles (SERE). Vivieron en Francia donde nació su segundo hijo, Antonio en 1941.
El matrimonio desistió de ir a México, quedándose en París en donde colaboraron con la Resistencia. Los hijos fueron enviados a Madrid con la madre de Teresa, Pilar Zamora. En 1944 falleció su hijo Vicente a consecuencia de una meningitis.
Teresa trabajó en el Catálogo colectivo de libros españoles, de las Bibliotecas Nacionales y Universitaria. Ese mismo año Teresa y su marido participaron en la creación de la Unión de Intelectuales españoles en cuyo boletín, Teresa publicó dos entregas, "Las bibliotecas generales en España" y "Las realizaciones culturales de 1936-1939". Con esta publicación puso sobre la mesa uno de los problemas con que se encontraría la República ·después del derrumbamiento del régimen fascista: “el grave problema de la reorganización cultural de España”
Teresa fue la autora de la resolución “ Los intelectuales republicanos quieren un Gobierno verdaderamente representativo “ que se aprobó casi unánimemente en Asamblea general ordinaria de la Unión de Intelectuales
Trabajó en la organización del Primer Congreso de la Federación Democrática Internacional de Mujeres que se inauguró en París el 26 de noviembre de 1945 con la participación de delegadas de 41 países. Participó junto a Dolores Ibárruri como representante de las comunistas españolas.
Falleció de leucemia a los 39 años de edad.